# Saint-Marcel-Bel-Accueil
Saint-Marcel-Bel-Accueil ist eine französische Gemeinde mit 1.507 Einwohnern (Stand: 1. Januar 2022) im Département Isère in der Region Auvergne-Rhône-Alpes. Sie gehört zum Arrondissement La Tour-du-Pin und zum Kanton Bourgoin-Jallieu. Die Einwohner werden Saint-Marcois(es) genannt.

## Geografie
Saint-Marcel-Bel-Accueil liegt etwa 31 Kilometer ostnordöstlich von Vienne. Umgeben wird Saint-Marcel-Bel-Accueil von den Nachbargemeinden Veyssilieu und Moras im Norden, Vénérieu im Osten und Nordosten, Saint-Savin im Osten, Bourgoin-Jallieu im Süden und Südosten, L’Isle-d’Abeau im Süden und Südwesten sowie Frontonas im Westen.
Saint-Marcel-Bel-Accueil gehört zum Weinbaugebiet Pays des Balmes Dauphinoises.

## Bevölkerungsentwicklung
| Jahr                       | 1962 | 1968 | 1975 | 1982 | 1990 | 1999 | 2006 | 2017 |
| Einwohner                  | 518  | 548  | 640  | 804  | 998  | 1254 | 1267 | 1393 |
| Quellen: Cassini und INSEE |      |      |      |      |      |      |      |      |

## Sehenswürdigkeiten

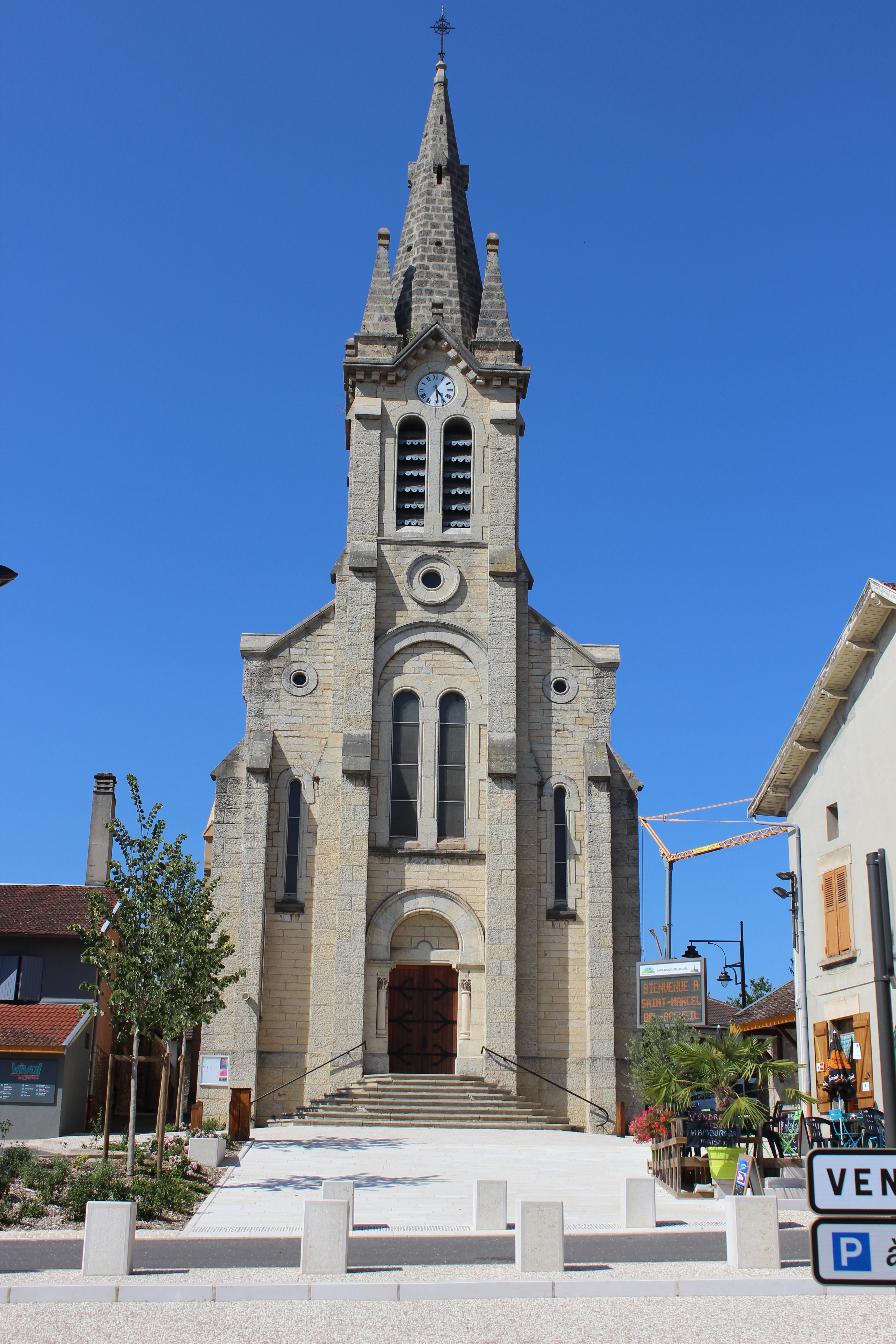
Kirche Saint-Marcel

- Kirche Saint-Marcel von 1902
- Schloss Bel Accueil